# 田曉雯
田曉雯（1999年12月14日—）是台灣身心障礙乒乓球選手，曾在2018年亞洲帕拉運動會、2022年亞洲帕拉運動會中的女子單打第10級與2024年夏季帕拉林匹克運動會女子雙打獲得銀牌，2020年夏季帕拉林匹克運動會以及2024年夏季帕拉林匹克運動會的女子單打第10級連續兩屆獲得銅牌。
田曉雯在高雄出生，在小琉球長大。她出生時右手的神經受損，學生時代因此被同學言語霸凌。她的家人為了讓她接觸新的事物，於9歲起讓她學習乒乓球，以左手握拍。她在2018年亞洲帕拉運動會中，在女子單打第10級獲得銀牌，和右手持拍的林姿妤組成的雙打在女子團體第8-10級也獲得銀牌，二人在2019年亞洲帕拉桌球錦標賽獲得金牌。田曉雯在2020年夏季帕拉林匹克運動會的女子單打第10級獲得銅牌，是中華台北隊在2020年帕運的唯一一面獎牌。